# گغازنیک میکائلیان
|
گغازنیک آرمناکی (گارنیک) میکائلیان (ارمنی: Գեղազնիկ Արմենակի Միքայելյան Միքայելյան؛ زادهٔ ۱۶ نوامبر ۱۹۵۱ - درگذشته ۲۹ اوت ۱۹۹۰) یک سیاستمدار و فرد نظامی اهل ارمنستان بود .

## زندگی‌نامه
در ۱۶ نوامبر ۱۹۵۱ در روستای لرناروت به دنیا آمد . وی همچنین برنده قهرمان ملی ارمنستان (۱۹۹۶) شده است. در ۲۹ اوت ۱۹۹۰ در سن ۳۸ سالگی در ایروان همراه ویتیا آیوازیان کشته شد.